# 阿蘋與阿蔥
《阿蘋與阿蔥》（英語：Apple & Onion）是 George Gendi 為卡通頻道製作的英美動畫電視連續劇。該系列主要關注於食物居住區中的主要人物阿蘋和阿蔥。
Gendi最初在歐洲卡通頻道歐洲工作室提出了該系列的想法，當時他在製作倫敦的《阿甘妙世界》 。到達伯班克後，Gendi 帶著這個概念接觸了卡通頻道工作室 ，後者使飛行員的製作變得綠色。最終的短片被選中與2015年安錫影展的另一部動畫片網絡飛行員《Welcome to My Life》一起放映，然後最終於2016年5月在網上發布。短片於2017年3月在有限的系列節目中發售，該節目於2018年2月23日首播，並在 Cartoon Network App 上首映，並且在該系列節目開始前一周播放。
在2019年5月20日，該系列上映連續第二季。 

## 角色
- 阿蘋（George Gendi 配音）–一個友好而好奇的阿蘋，重視與阿蔥的友誼。他來到這座城市，希望開始新的生活。與阿蔥相比，他的態度更加輕鬆自在，並且總是蹦出一些奇怪的新想法。
- 阿蔥（理查·艾尤德配音）–對阿蘋來說，是有禮貌和膽小的朋友，類似於阿蔥。他來這座城市是希望結識新朋友。
- 沙拉三明治（Sayed Badreya 配音）–阿蘋和阿蔥的埃及房東，讓他們留在他建築物頂部的棚屋裡。該節目的情節通常圍繞著沙拉三明治過度工作或財務問題。
- 漢堡（Eugene Mirman 配音）–阿蘋和阿蔥的朋友，也是比薩餐廳的常客。
- 熱狗（Paul Scheer 配音）–蘋果和洋蔥的朋友，也是Pizza Diner的常客。
- 法式炸薯條（Tasha Ames 配音）–阿蘋和阿蔥的朋友，也是比薩餐廳的常客。
- 棉花糖（Nicole Byer 配音）-阿蘋和阿蔥的朋友，也是比薩餐廳的常客。
- 牛肉乾（凱文·麥可·理查森配音））–被判入獄的罪犯，是阿蘋和阿蔥的熟人。
- 阿蘋的媽媽和爸爸（由彭羅斯·安德森和 Adam Buxton）配音）–阿蘋的父母無憂無慮。他們出現在“新生活”中
- 阿蔥的媽媽和爸爸（由彭羅斯·安德森和史蒂芬·佛萊配音）-阿蔥的正當父母。他們出現在“新生活”中
- 比薩餅（由Keith Ferguson（第1-10集）和Danny Jacobs（第11集至今）配音）–一塊披薩，與母親一起擁有一個小餐館，並且喜歡乘坐熱氣球。
- 帕蒂（Dawnn Lewis配音）–牙買加帕蒂，經營阿蘋和阿蔥工作的美元商店。
- 墜檸檬（Naomi Hansen配音）–一種年輕的糖果檸檬。
- 薄餅（由丹尼·雅各布斯、George Gendi和羅傑·克雷格·史密斯配音）–一個三明治，是該城市的普通居民，從事過許多職業。他出現在“升降機”部中。
- 雞塊（凱文·邁克爾·理查森（Kevin Michael Richardson）配音）–警察雞塊，是個控制狂，希望人們尊重他，是二人組的主要對手。
- 棒棒糖女士（由Bette Ford配音）–一種古老的棒棒糖，住在阿蘋和阿蔥樓下。她的貓被阿蘋和阿蔥暫時收養。
- 起司牛排（丹尼·雅各布斯（Danny Jacobs）配音）–一種脾氣暴躁，愛發牢騷的起司牛排三明治。
- 薩摩薩（由Kody Kavitha配音）–很有可能是印度人的薩摩薩。她擁有一家虛構的遊戲開發公司，名為“Samosa Games LLC”。她出現在“ Positive Attitude Theory”集中，也不用付房租。

## 廣播
Apple＆Onion於2018年8月27日在英國 Cartoon Network 上首次亮相。該節目於2018年9月29日在非洲 Cartoon Network 上首次亮相。在印度它於2018年在印度 Cartoon Network 上首映。
在法國配音中，法國說唱歌手Bigflo＆Oli表示阿蘋和阿蔥本身。 